# Кьонбоккун
Кьонбоккун, Палац Кьонбок (кор.: хангиль: 경복궁, ханча: 景福宮) — палацовий комплекс на півночі Сеула, Південна Корея, який побудований в 1395. Він був головним і найбільшим палацом в епоху династії Чосон, в якому жила королівська родина, і одним з П'яти великих палаців, побудованих в період Чосон.
Кьонбоккун продовжив бути головним палацом династії Чосон до того, як приміщення були знищені вогнем під час Японсько-корейська війна (1592–1598) та був покинутим на два століття. Однак, у 19 столітті всі 7700 кімнат палацу були відновлені під керівництвом принца-регента Хинсона під час правління вана Коджона. Деякі 500 будівель були відновлені на місці понад 40 гектарів. Архітектурні принципи давньої Кореї були включені до традиції й зовнішності королівського двору Чосону.
На початку 20 століття,  більша частина палацу була систематична зруйнована японською імперією під час окупації Кореї. 21 січня 1963 його було визнано як культурна спадщина. Починаючи з 1990-х огороджений палацовий комплекс поступово почали відновлювати до своєї оригінальної форми. Також на його території розташовані Національний палацовий музей та Національний фольклорний музей.

## Історія

### 14–16 століття

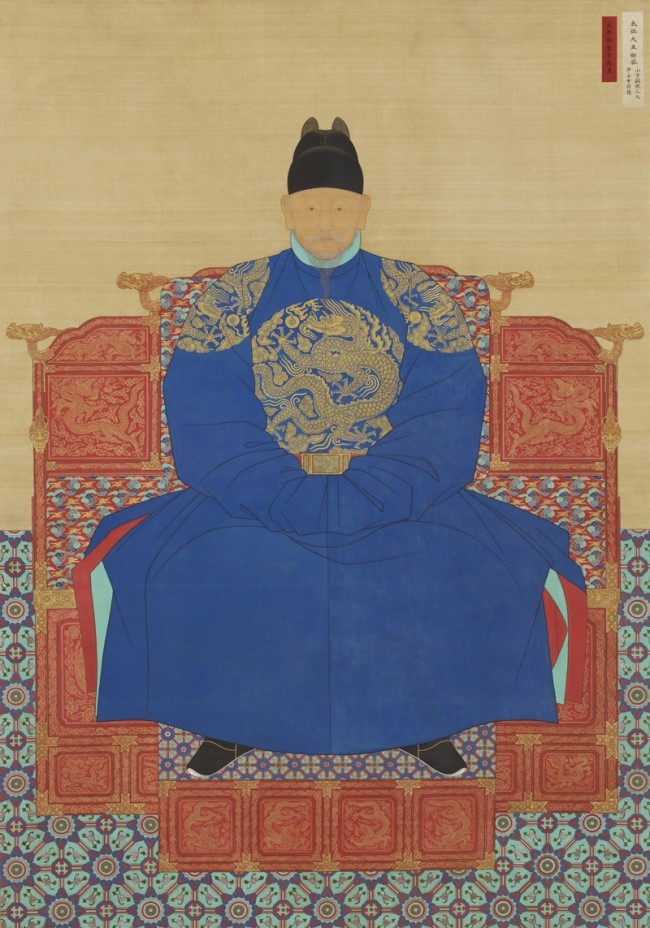
Ван Тхеджо

Початково Кьонбоккун побудовано у 1394 ваном Тхеджо, першим ваном і засновником чосонської династ, а його назва задумано впливовим міністром на ім'я Чжон До-Чоном. Опісля, палац постійно розширювався під час правління вана Тхеджона та вана Седжона Великого. Він був сильно пошкоджений під час пожежі в 1553, а його вартісне відновлення, яке замовлено ваном Мьонджоном, завершили в наступному році.
Однак, через чотири десятиліття потому, деякі частини палацу були спалені під час японсько-корейська війна 1592–1598, коли корейці злі на двір вана Сонджо через евакуацію Сеула спалили королівську резиденцію. Королівський двір переїхав до палацу Чхандоккун. Місце Кьонбоккуна було залишено в руїнах на наступні три століття.

### 19 століття
У 1867, під час регентства Хинсона Девонгуна, будівлі палацу відновили й створили масивний комплекс, що складався з 330 будинків і 5792 кімнат. Із загальною площею в 410 000 м² землі, Кьонбоккун знову став іконою як для корейської нації, так і для корейської королівської родини. У 1894 японці окупували палац Japanese occupied the palace та заставили Коджон встановити прояпонський уряд. У 1895 після вбивства імператриці Мьонсон японськими агентами, її чоловік, імператор Коджон, покинув палац. Імперська родина більше ніколи не повернулася до Кьонбоккуна.
|                    |
| Тронний зал (1906) |

|                        |
| Тронний зал (бл. 1900) |

|                 |
| Трон (бл. 1900) |

|                                |
| Стеля тронного залу (бл. 1900) |

|                       |
| Кончхонґун (бл. 1900) |

|                            |
| Павільйон Кьонхверу (1906) |

|                                                    |
| Чібокче (Приватна королівська бібліотека, бл.1900) |

|                                        |
| Кванхванмун та статуя Хечхі (бл. 1900) |

|                                              |
| Перехожі навпроти палацу (пізнє 19 століття) |

### 20–21 століття

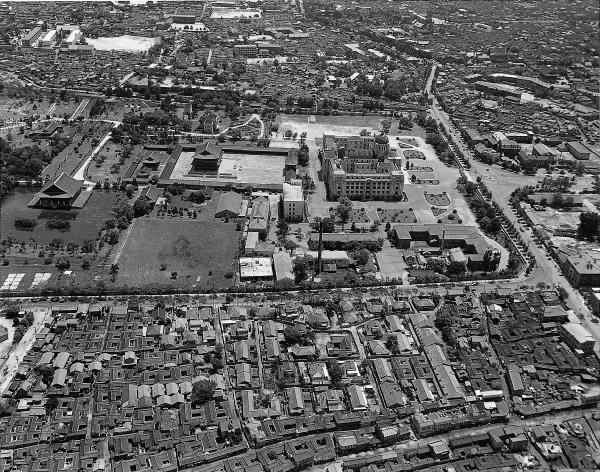
Вид з повітря на Кьонбоккун у серпні 1965

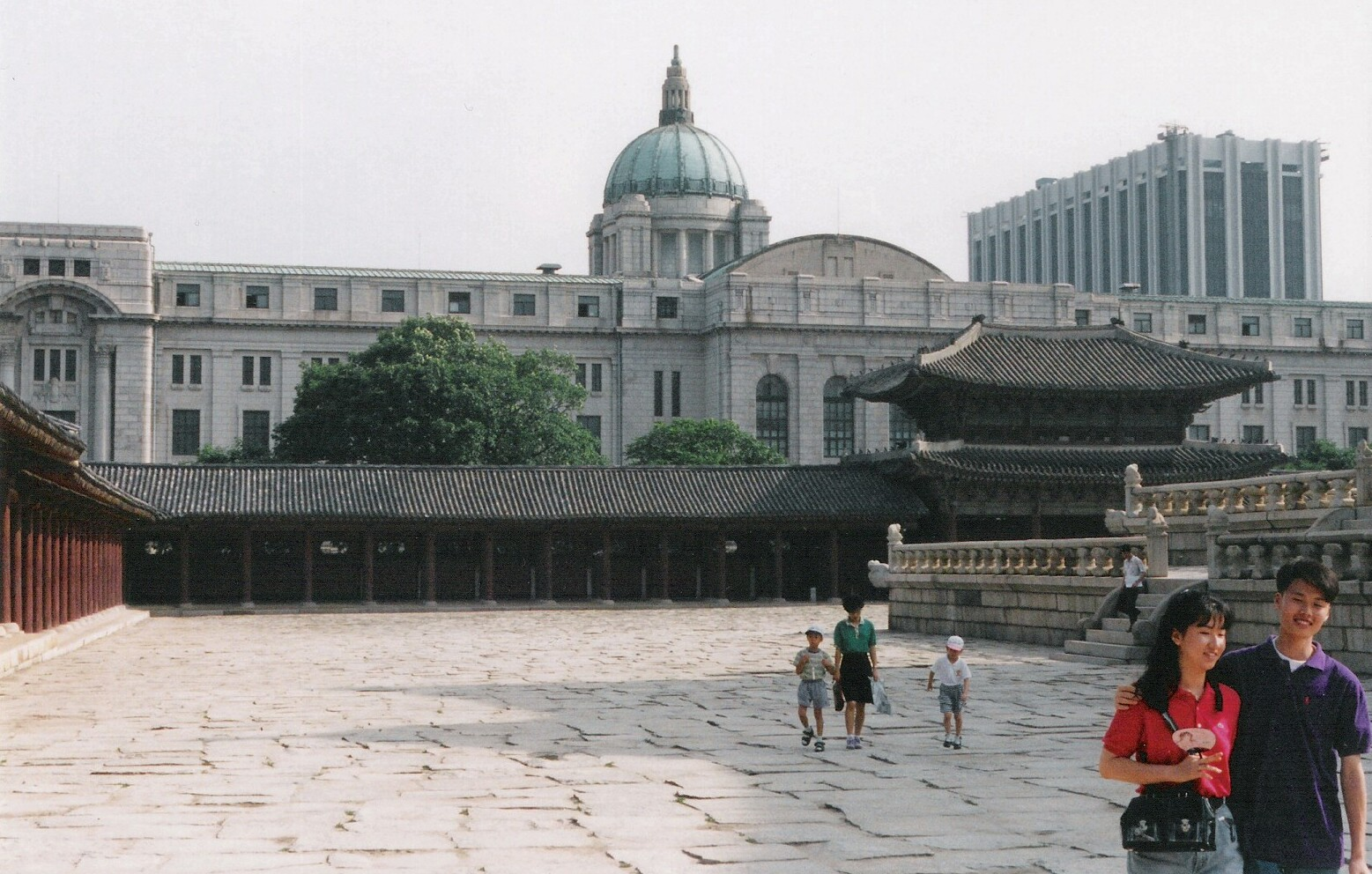
Японський будинок генерал-губернатора, що розміщений напроти воріт Кинджонмуна, до свого знесення (1995-96)

У 1915 він використовувався як місце для Чосонської індустріальної виставки з будівництвом нових виставкових будівель на його території.
Починаючи з 1911 колоніальний уряд японської імперії систематично знищив усі 10 будівель комплексу під час японської окупації Кореї та проводив багато виставок у Кьонбоккуні, проти руйнації виступав Яанаґі Соецу. У 1926 уряд побудував масивний Японський будинок генерал-губернатора напроти тронного залу, Кинджонджон, з метою позбутися символу і спадку чосонської династії. Ворота Кванхванмун, головні й південні ворота Кьонбоккуна, були переміщені японцями на схід палацу. Подальша виставка, Чосонська виставка, пройшла в 1929.
Основні споруди Кьонбоккун — це Кинджонджон, імператорський тронний зал (у списку національних скарбів під номером 223), і павільйон Кьонхверу (у списку національних скарбів під номером 224), що стоїть посередині штучного озера на 48 гранітних колонах. Цей павільйон зображений на банкноті в 10000 вон.
Нині палац — це музей просто неба. Перед входом до нього проводяться барвисті церемонії зміни варти королівської гвардії епохи Династії Чосон.

## Галерея

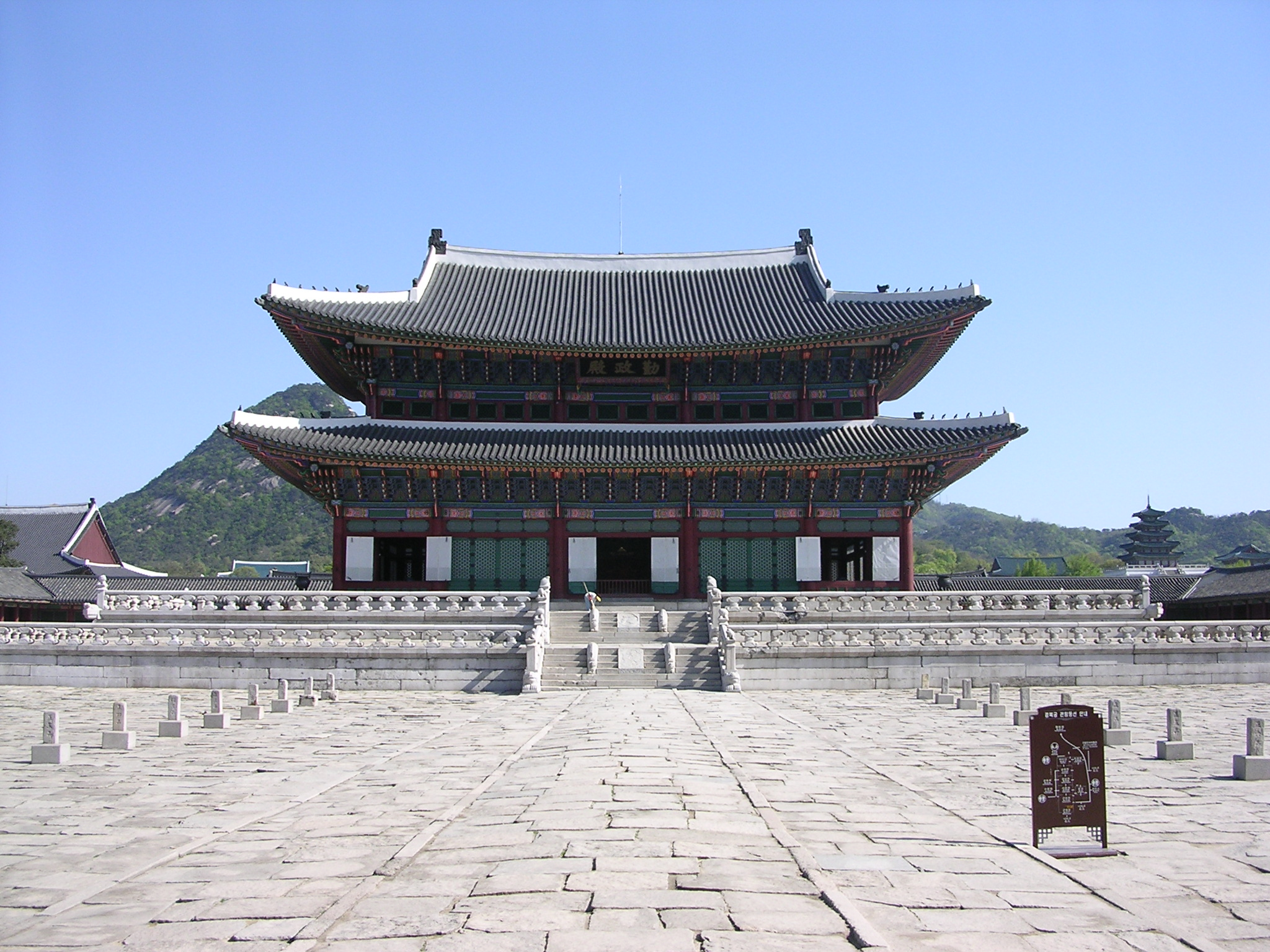
Тронний зал
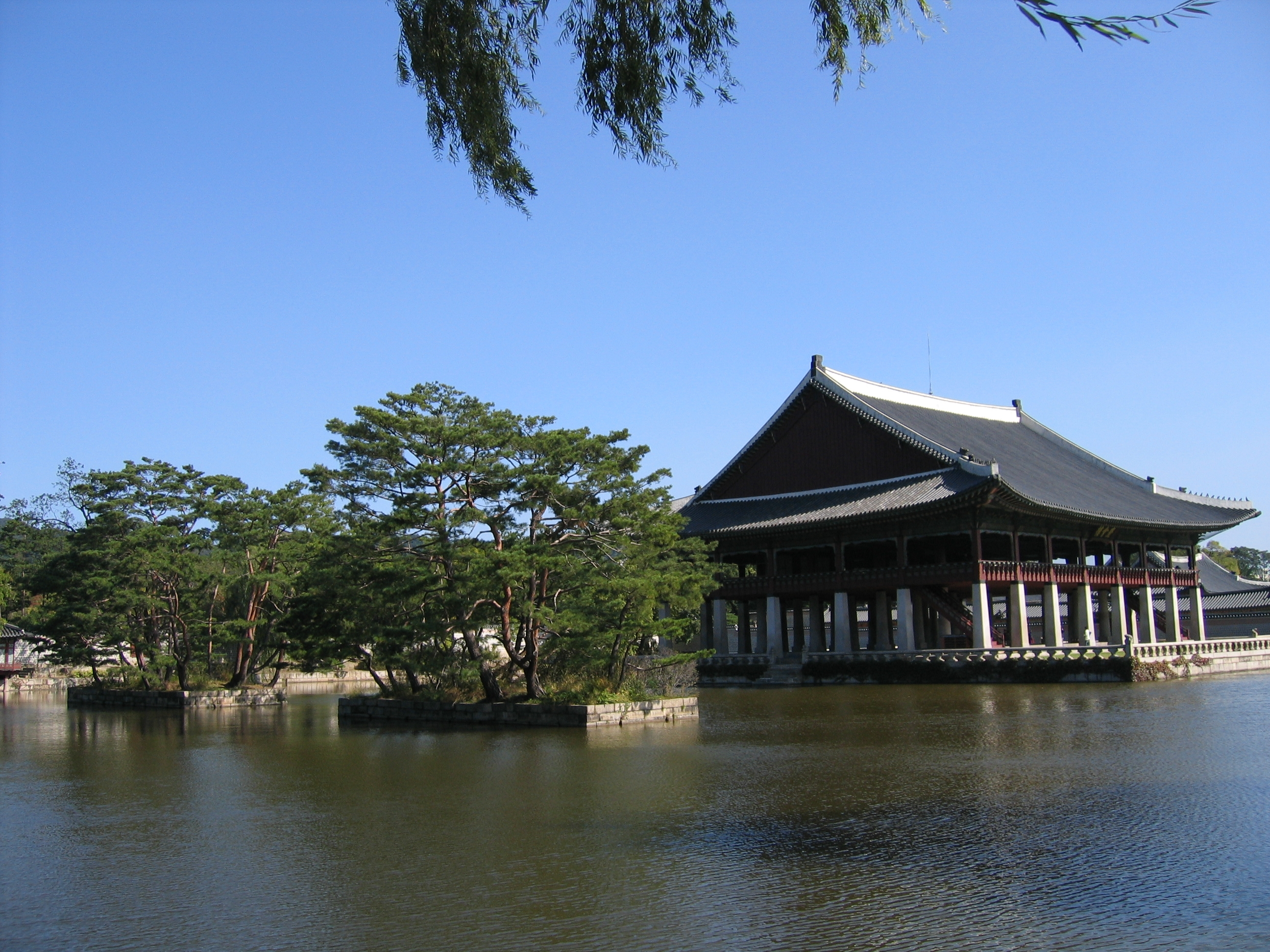
Павільйон Кьонхору
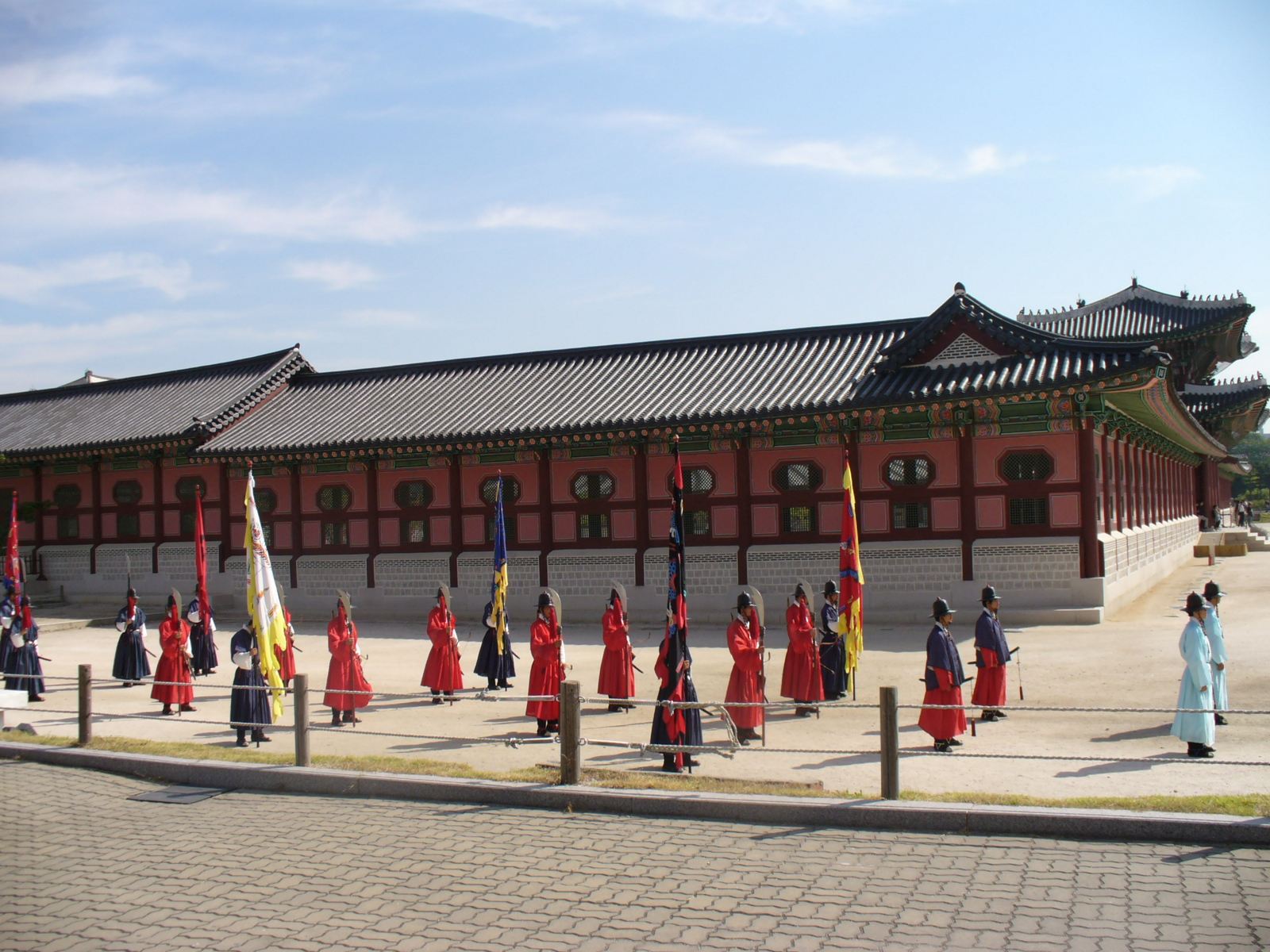
Зміна варти
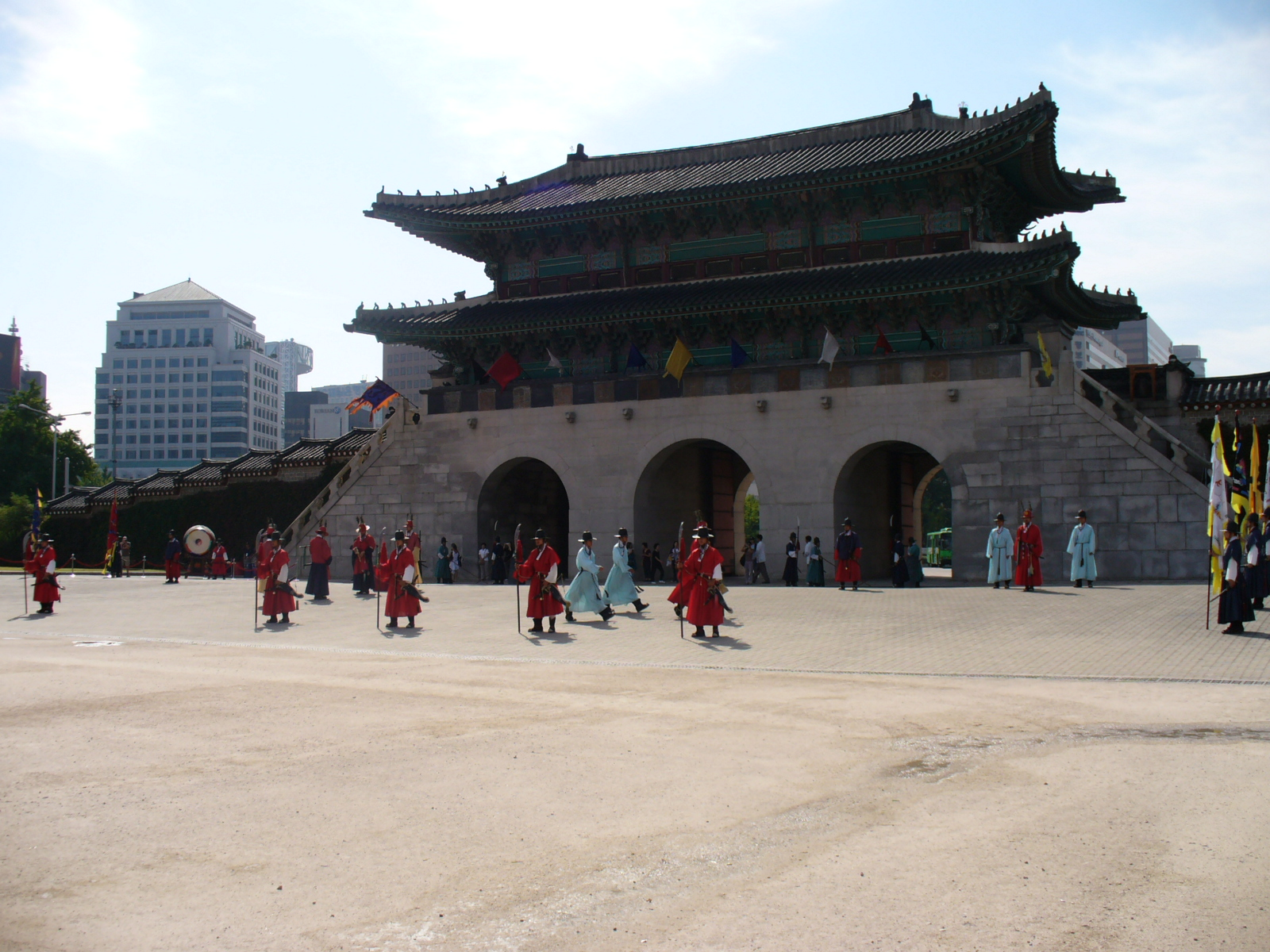